# Fàbrica Dotres, Clavé i Fabra
La Fàbrica Dotres, Clavé i Fabra era un conjunt d'edificis situat als carrers de Sant Pau, 116, Reina Amàlia, 39 i Carretes, 66-76, del que només es conserva la façana als dos primers, catalogada com a bé amb elements d'interès (categoria C).

## Història
El comerciant Gaspar Dotres i Gelabert (Blanes, c. 1795-Madrid, 1872) s'instal·là a València, on el 1823 era alcalde i  arran del restabliment de l'absolutisme hagué d'exiliar-se a Lió. Allà es convertiria en soci minoritari de Bruno Petit i Cia, una empresa dedicada al comerç de productes de seda. Petit va morir el 1833, i es va constituir la societat Clavé, Fabra i Cia, formada pels comerciants Miquel Clavé i Espanya (Barcelona, 1802-1886) i Gil Bonaventura Fabra i Illas (†1867), que obtingué un privilegi per 5 anys d'importació de la maquinària per a fabricar tuls de seda.
Per altra banda, Dotres i Clavé es van associar per a establir una fàbrica a Barcelona, i a tal efecte, el març del 1833, aquest darrer va adquirir a l'advocat tarragoní Josep Francesc Besora dues parcel·les del seu hort al carrer de Sant Pau, i el mes següent, va demanar permís per a edificar-hi una casa-fàbrica de planta baixa i pis, segons el projecte de l'arquitecte Josep Buxareu. El novembre del mateix any, Clavé va demanar permís per a remuntar-hi un segon pis, segons el projecte del mateix arquitecte. Entre 1839 i 1840, la societat va adquirir més terrenys al seu veí Joaquim Palau, i el 1840, Clavé va demanar permís per a construir una cases de planta baixa i quatre pisos al carrer de les Carretes, 66, i un altre edifici al núm. 76 (antic 3), segons el projecte de Buxareu, i també per a instal·lar una màquina de vapor en una «quadra» paral·lela a aquest carrer.
El 1841, s'hi va incorporar la filatura i la torsió del fil de seda, que es realitzaria a València, on el 1844 Dotres creà la societat Gaspar Dotres i Cia, amb fàbrica a l'antic Convent de Jesús. A la mateixa època, la societat va canviar de nom a Dotres, Clavé i Fabra, amb l'entrada de Gil Bonaventura Fabra. El despatx era al carrer de la Palma de Sant Just, 10, residència de Clavé, però posteriorment ambdós va traslladar al carrer d'Avinyó, 20. Entre 1856 i 1858, la companyia va introduir
les primers màquines per a fabricar blondes mecànicament a Catalunya, i es van presentar a l'Exposició del 1860. Aquest any, la fàbrica de Barcelona tenia 53 telers, 285 aranyes mecàniques i 220 obrers, i era la segona empresa catalana de sedes, només superada pels Escuder. En aquesta època, les instal·lacions foren ampliades amb una nova «quadra» al carrer de les Carretes, 68-74.

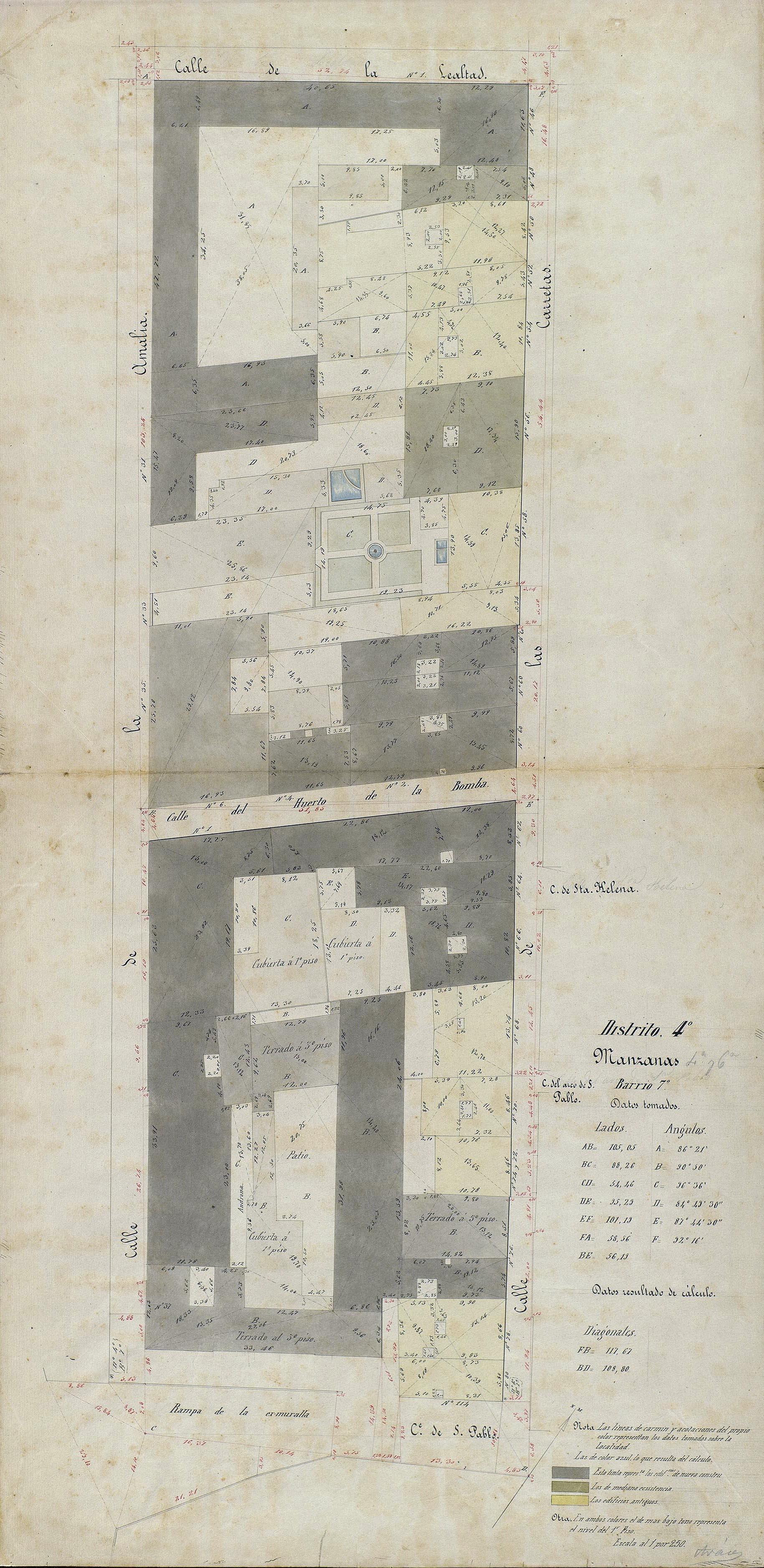
Quarteró núm. 106 de Garriga i Roca (c. 1860)

El 1865, Gaspar Dotres es casà amb Emília Garibaldi a l'església de la Mare de Déu dels Desemparats de  València, i l'any següent vengué la seva participació a la societat, que continuaria amb el nom de Clavé, Fabra i Companyia. Gil Bonaventura Fabra morí el 1867 i l'empresa continuà com a Miquel Clavé i Cia, els socis de la qual eren Miquel Clavé i Josep Buïgas i Gauran. El 1870, aquesta va promoure la legalització de les instal·lacions del vapor, segons els plànols de l'enginyer industrial Camil Julià i Vilasendra. Hi havia tres màquines, dues de 20 CV destinades a la força motriu de la fàbrica, i una de 6 CV per a l'escalfament de l'aigua.
A partir d'aquest moment, la fàbrica seria llogada a d'altres industrials, i a la mort de Josep Buïgas el 1876, la societat fou liquidada. L'octubre del 1883, a conseqüència d'una alarma, s'hi realitzà una inspecció de les calderes, observant-hi diverses deficiències, i el 1892, la societat Hereus de Clavé i Fabra va demanar permís per a substituir els generadors de vapor per un altre de més potència.

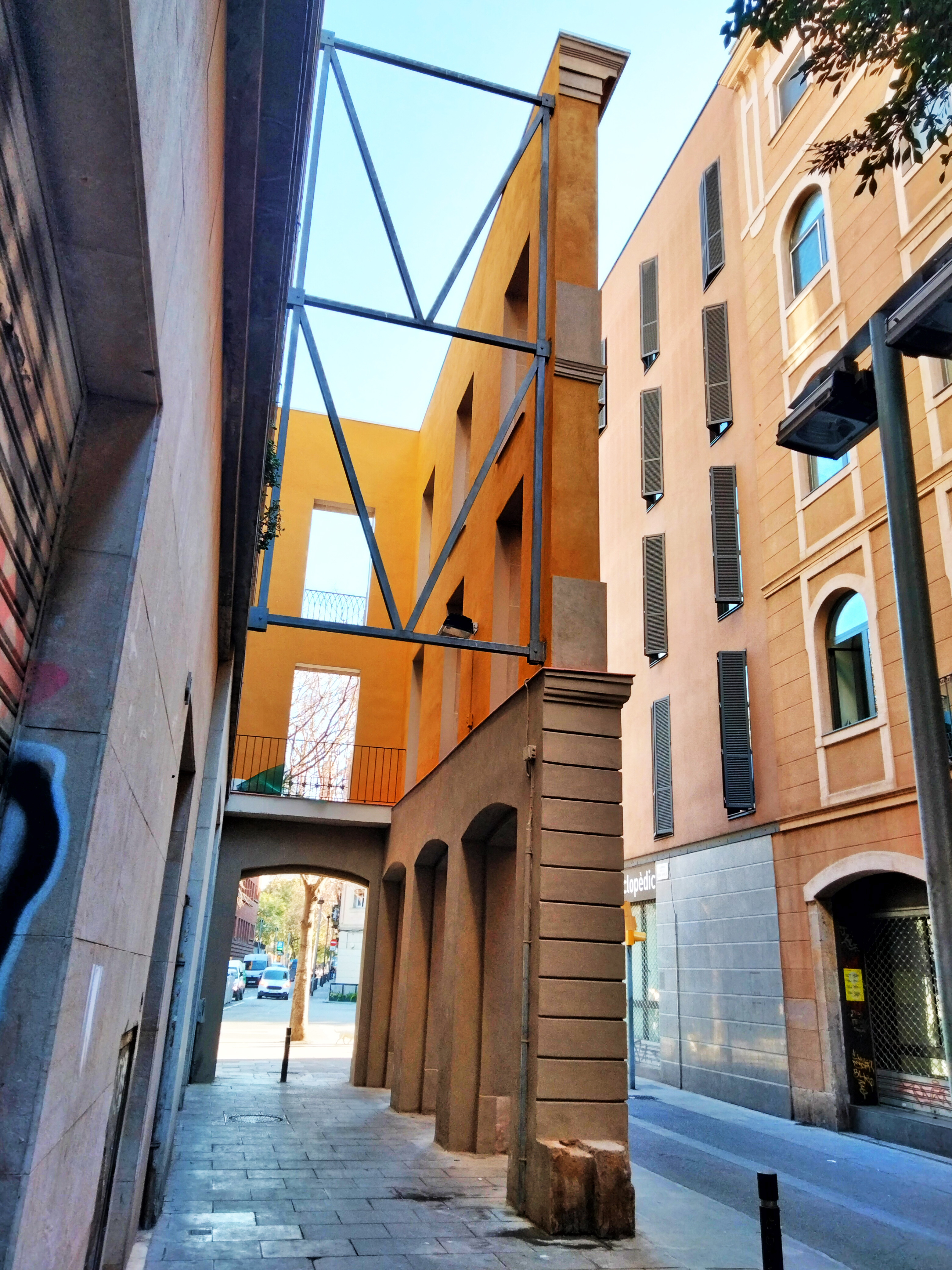
Detall de la façana original del carrer de la Reina Amàlia

Fins ben entrat el segle xx, el conjunt fabril va ser ocupat per botigues i petits tallers,
entre els quals hi havia el dels germans Joan i Josep Salvador, que realitzava cartells de cinema. El 1988, juntament amb la resta d'edificacions de l'illa, va ser adquirit per l'empresa mixta REGESA, que el 1991, un cop lliures de llogaters, les va revendre a la immobiliària INPAUSA, societat participada per la mateixa empresa i una filial de la Caixa de Catalunya, i que fou dissolta el 1994. El 1996 es va aprovar l'Estudi de Detall de l'illa formada pels carrers de Sant Pau, Reina Amalia, Hort de la Bomba i Carretes, que mantenia la façana dels carrers de Sant Pau i de la Reina Amàlia, i finalment, el 1998 les «quadres» i la casa del carrer de les Carretes foren enderrocades, i l'empresa Preyco 44 hi va construir una promoció de 96 habitatges, projectats per l'arquitecte Òscar Tusquets.